# Theresa Goell
Theresa Bathsheba Goell, née le 17 juillet 1901 à New York et morte le 18 décembre 1985  à New York, est une archéologue américaine, surtout connue pour avoir dirigé les fouilles à Nemrut Dağı, dans la région de l'Anatolie du sud-est en Turquie.
Goell voyage au Moyen-Orient dans les années 1930, et travaille avec des archéologues à Jérusalem et à Gerasa, avant de retourner à New York. Elle retourne au Moyen-Orient après la Seconde Guerre mondiale et, en 1947, visite pour la première fois le Nemrut Dağı, dont les fouilles vont devenir l'œuvre de sa vie. Au cours de sa carrière, Goell participe à des fouilles sur d'autres sites du Moyen-Orient, notamment à Tarse et à Samosate. Les travaux de Goell en Turquie « ont presque à eux seuls ouvert l'ancienne Commagène au monde ».
Née à New York, elle a obtenu une licence au Radcliffe College, puis un diplôme du Newnham College, à Cambridge, et a ensuite étudié aux universités de New York et de Columbia, à New York.

## Biographie

### Jeunesse et formation
Theresa Bathsheba Goell est née à New York le 17 juillet 1901. Ses parents, Jacob et Mary Samowitz Goell, sont de la classe moyenne et ont émigré depuis la Russie aux États-Unis. Theresa est la deuxième d'une fratrie cinq enfants. Sa sœur, Eva, avec son mari Philip Godfrey, soutiendront financièrement la carrière de Theresa, tandis que son frère, Kermit, travaillera avec elle sur des chantiers de fouilles.
Theresa grandit à Brooklyn et étudie à la Erasmus Hall High School; après avoir obtenu son diplôme en 1919, elle étudie pendant deux ans à l'université de Syracuse avant de s'inscrire au Radcliffe College, où elle obtient un Bachelor of Arts (B.A.) avec une spécialisation en philosophie et éthique sociale en 1924.
Pendant ses études à Radcliffe, elle rencontre Cyrus Levinthal, frère du rabbin de la famille Goell. Encouragée par son père, elle l'épouse en 1922,. Ensemble ils ont un fils, Jay qui naît à New York en 1925. Pendant ses études, elle commence à perdre l'ouïe à cause de l'otospongiose et apprend à lire sur les lèvres en compensation et finira par devenir sourde quelques années plus tard,.
En 1926, Theresa et Cyrus  s'installent en Angleterre et s'inscrivent tous les deux à l'université de Cambridge. Elle étudie l'histoire de l'art, l'architecture et l'archéologie au Newnham College et obtient un B.A. en architecture (ce n'est qu'en 1948 que les femmes sont autorisées à devenir membres à part entière de l'université de Cambridge et à y obtenir des diplômes),.
Elle commence à s'intéresser au travail archéologique sur le terrain en suivant les cours de Theodore Fyfe (en), qui a participé à des travaux archéologiques en Crète.
Elle et cyrus se séparent à la fin des années 1920 et divorcent en 1932, Theresa obtenant la garde de Jay. En raison des fréquents déplacements de sa mère, Jay est élevé en grande partie par la famille de Goell.

### Carrière

#### Premières missions
Au printemps 1933, Goell se rend à Jérusalem et commence à travailler pour l'American Schools of Oriental Research (ASOR), dessinant des poteries pour William F. Albright et Aage Schmidt, et faisant du dessin général pour William Stinespring,. Fervente sioniste, elle entreprend aussi des travaux d'aménagement , d'architecture contemporaine et de décoration en Palestine à cette époque, elle participe à la conception de plus de 200 bâtiments dans des villes telles que Tel Aviv, Haïfa et Jérusalem, ses projets son de style moderniste et ressemblent aux manoirs de Brooklyn.
Elle continue à travailler pour l'ASOR à Jérusalem en 1934, elle prend part à  l'expédition conjointe de l'ASOR et de l'université de Yale à Gerasa en Jordanie. Elle est architecte assistante lors de  cette expédition; ses tâches consistent à réaliser des dessins et des plans de détails architecturaux et de bâtiments des périodes hellénistique et byzantine.

#### Retour à New York et perfectionnement
En 1935, Goell retourne à New York pour une dizaine d'années. Pendant deux ans, elle ne parvient pas à obtenir de travail dans ce domaine et travaille comme architecte et décoratrice de vitrines pour un grand magasin à New York et dans le New Jersey ou au Musée de Brooklyn.
En 1938, elle s'inscrit à l'Institute of Fine Arts de l'université de New York, où elle prépare une maîtrise sous la direction de Karl Leo Heinrich Lehmann (en). Sa thèse devait porter sur les relations entre la sculpture à Palmyre et la sculpture du Proche-Orient romain. Elle estime que l'amélioration de ses compétences en dessin est nécessaire à la poursuite de sa carrière dans le domaine de l'archéologie. Elle étudie également la décoration intérieure et le mobilier de différentes périodes architecturales à l'université Columbia. Le professeur Lehman lui suggère alors d'explorer les monuments peu étudiés du Nemrut Dağı, sur le plateau anatolien du sud-est de la Turquie, dont les fouilles allaient devenir l'œuvre de sa vie,.
La Seconde Guerre mondiale interrompt ses études et elle participe à l'effort de guerre américain et travaille comme dessinatrice pour Bruce Engineering Company and Jefferson-Travis Radio Manufacturing Corporation, des entrepreneurs du New York Navy Yardpour des contrats avec l'US Navy ; elle est la première femme engagée dans cette fonction et son succès ouvre la voie à d'autres femmes.

### Nemrut Dağı

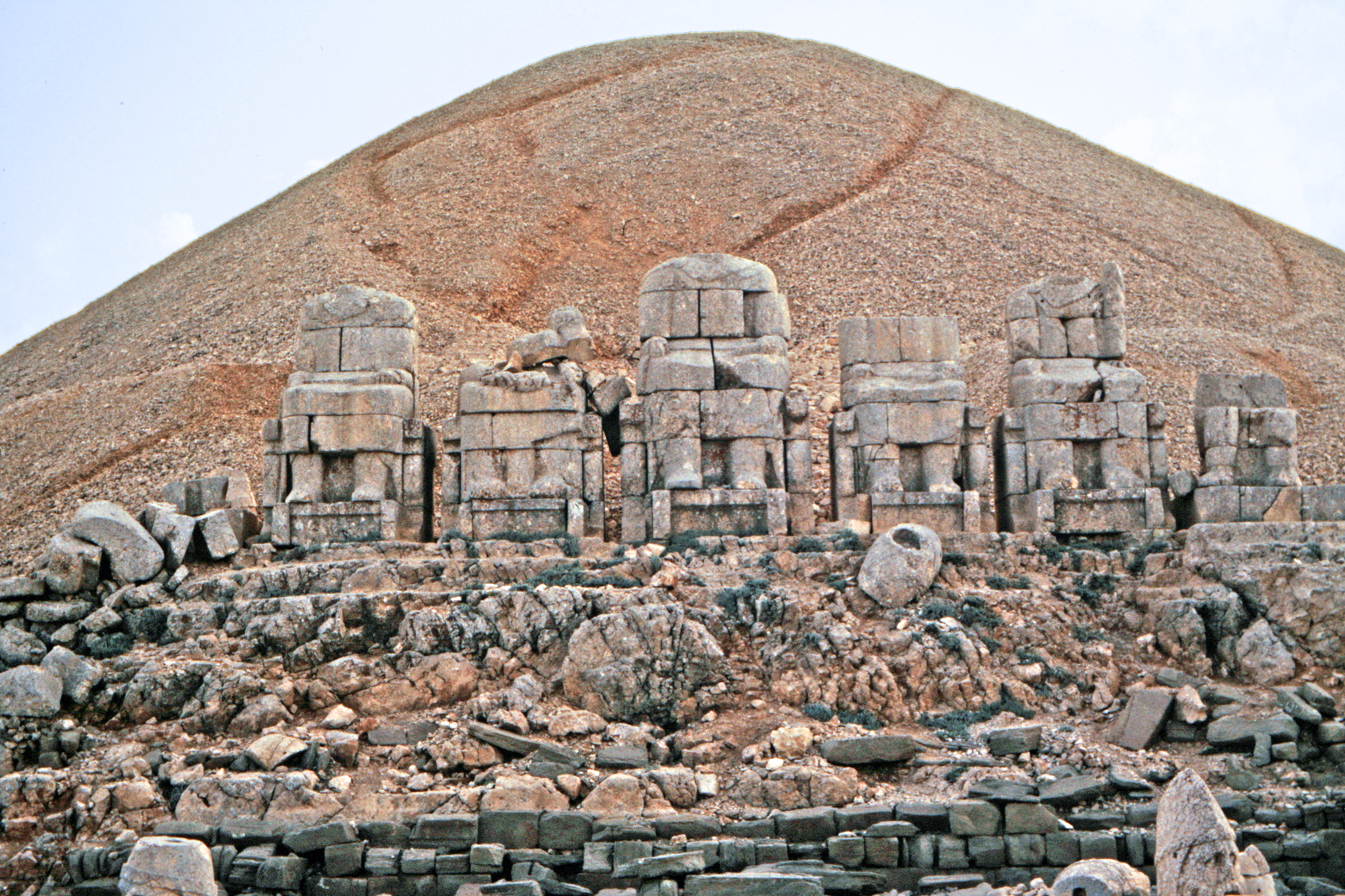
Nemrut Dağı, une montagne (2150 m) dans la province d'Adiyaman, Turquie (montagnes du Taurus)

Après la guerre, Goell entreprend son premier travail archéologique professionnel sur le terrain entre 1946 et 1953 à Tarse, dans le sud de la Turquie, en devenant l'assistante du professeur Hetty Goldman de l'Institute for Advanced Study de Princeton. En 1953, en raison de la maladie de Goldman, elle finit par superviser elle-même les fouilles et la rédaction des résultats.
Au cours de l'été 1947, alors que les fouilles à Tarse sont interrompues pour l'été, Goell visite le Nemrut Dağı pour la première fois. Elle décrit l'état du site lors de sa première visite comme « une véritable pagaille ». Elle est la première américaine à visiter la région et se rend au sommet à dos d'âne. En 1951, Goell retourne au Nemrut Dağı et commence à organiser une expédition dans l'espoir de trouver et de fouiller la tombe d'Antiochus Ier de Commagène. Elle découvre que le professeur Friedrich Karl Dörner (en) de l'université de Münster prépare également une expédition dans cette région et accepte de collaborer avec lui,. En 1952, elle commence à collecter des fonds et à organiser une équipe pour l'expédition ; la Société américaine de philosophie accepte de parrainer les fouilles et la Bollingen Foundation (en) accorde une subvention de 2 000 dollars.

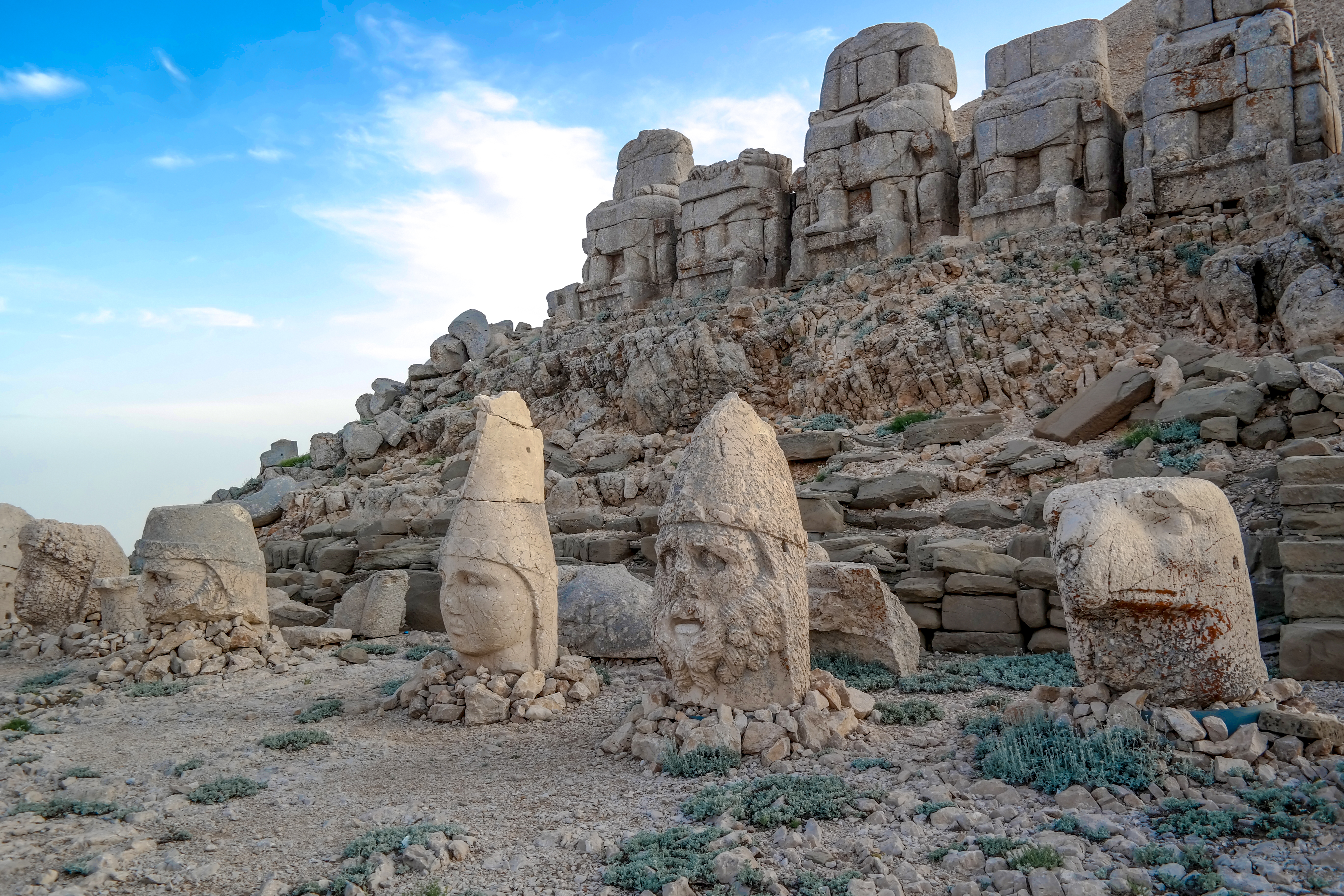
Têtes de pierre de Nemrut Dağı

Dörner et Goell conviennent qu'elle dirigera les fouilles au sommet du Nemrut Dağı, avec son aide en tant qu'épigraphiste ; Dörner fouillera le village d'Arsameia on the Nymphaios (en) au pied de la montagne, et Goell l'assistera. Goell commence les fouilles en 1953. À cette époque, le site est peu connu ; il est considéré comme hellénistique, mais Goell pense que les monuments reflète également un degré important d'influence des Hittites, ainsi que de nombreuses autres cultures, notamment perse, babylonienne et de l'ancienne Anatolie.
1954 est la première saison complète des fouilles de Goell à Nemrut Dağı, et une subvention de 10 000 dollars de la Bollingen Foundation et la perspective de travaux supplémentaires persuadent Goell de planifier une saison 1956 sur le site. La collaboration avec Dörner est quelque peu troublée et elle devient directrice des fouilles en 1956. Après une année d'absence, Goell revient et les fouilles reprennent en 1958, bien que les travaux soient entravés par le mauvais temps. Les fouilles de Goell mettent au jour les têtes de pierre colossales qui ont fait la renommée du site.
L'American Schools of Oriental Research, la Bollingen Fondation et la National Geographic Society apportent un soutien financier aux fouilles à différents moments, et Kermit, le frère de Goell, participe aussi aux fouilles.

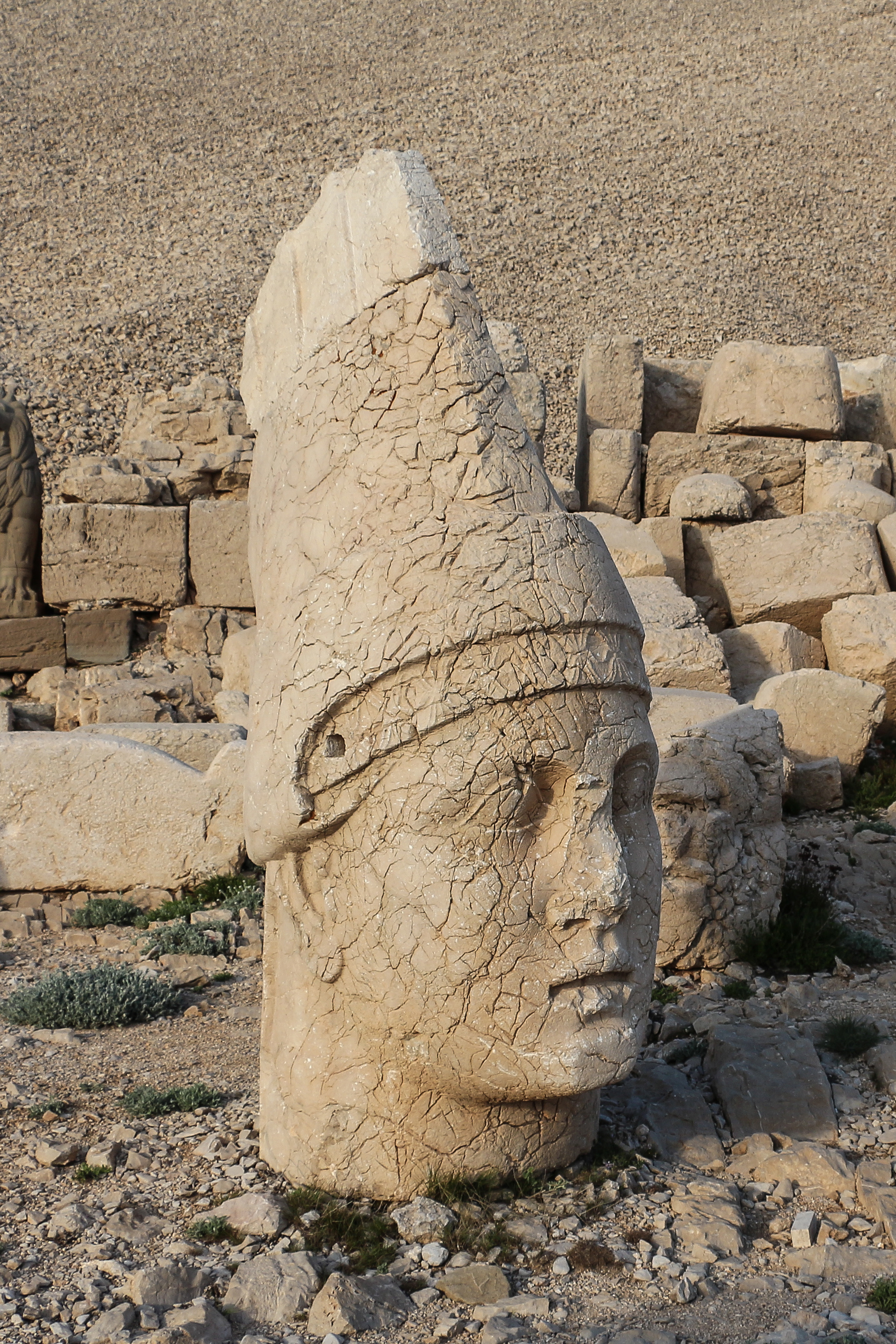
Tête de Antiochos Ier de Commagène sur la terrasse Ouest du Nemrut Dağı, Turquie

En juillet 1960, Goell présente une communication sur les fouilles de Nemrud Daği au Congrès internationaux des orientalistes à Moscou et, l'année suivante, une étude de son travail est publiée dans le National Geographic. Elle donne ensuite des conférences sur son travail à l'université de Londres et est élue membre correspondant de l'Institut archéologique allemand à Berlin. Goell retourne à Nemrud Daği en 1963 et entame deux années de sondages géophysiques sur le site, dans l'espoir de trouver la tombe d'Antiochus Ier de Commagène. Pendant de nombreuses années elle cherche à localiser la tombe du roi, qui régnait à l'époque où le royaume de Commagène, sur la rive occidentale de l'Euphrate, était un état tampon entre l'Empire romain et l'Empire parthe, mais ces tentatives sont infructueuses. En 1964, Goell finalise son rapport sur ses travaux à Nemrut Daği et met en place un programme de fouilles intensives à Samosata, la capitale d'Antiochus I, dans l'espoir de localiser le palais et les bâtiments publics de Commagène avant qu'un projet de barrage hydroélectrique ne rende la région inaccessible.
Le Nemrut Dağı est inscrit en 1987 (11e session) sur la liste du patrimoine mondial de l'UNESCO sous le numéro 448.

### Samosata
En 1964, en plus de la reconstruction du site de Nemrut Daği, Goell s'intéresse à l'ancienne ville de Samosata. Elle dirige une étude sur la stratigraphie du tumulus du site qui représente 40 mètres de dépôts archéologiques datant de milliers d'années d'occupation du site. Elle atteint les couches islamique et seldjoukide du tumulus de Samosata (la Société d'archéologie de Statu Island finance ce projet). Elle passe trois saisons sur place.
En 1965, elle raconte ses travaux dans un film sur Nemrut Daği pour la National Geographical Society, et passe une grande partie du reste de l'année à essayer de terminer le rapport de l'expédition. Elle reste à New York en 1966, pour travailler sur le matériel de Samosata ainsi que sur le rapport de l'expédition. En 1968, bien que William Albright encourage Goell à publier le premier volume du rapport, elle ne le fait pas, estimant que les contributions de Dörner et de John Young (qui travaille sur la sculpture du site) sont incomplètes. La même année, elle se rend en Iran pour travailler sur du matériel comparatif pour les fouilles de Samosata et pour visiter Persépolis.

### Fin de carrière et mort
En février 1970, Goell est informée que l'ASOR fixe un délai d'un an pour achever la publication sur le Nemrut Daği. Goell passe la majeure partie des cinq années suivantes à travailler sur le manuscrit du rapport, bien que peu de progrès soient réalisés. Elle parvient toutefois à obtenir du Département turc des antiquités que les travaux de restauration du site commencent. En 1973, Goell visite le Nemrut Daği pour la dernière fois. Elle souffre alors d'une série de maladies et ne peut pas poursuivre le travail à Samosata.
En 1976, alors qu'elle se trouve en Allemagne, Goell est paralysée des jambes ; on lui découvre une tumeur à la colonne vertébrale qui nécessite une intervention chirurgicale immédiate. Elle se rétablit d'abord à l'hôpital de Münster, puis chez sa sœur en Floride, avant de retourner à New York. Elle y prépare un rapport sur les fouilles de Samosata pour la National Geographical Society et planifie de nouvelles expéditions au Nemrut Daği. En avril 1978, les médecins déclarent Goell suffisamment rétablie pour retourner en Turquie, où elle passe la seconde moitié de l'année à travailler.
Goell a continué à travailler sur le rapport des fouilles de Nemrut Daği jusqu'à ce qu'elle soit victime d'un accident vasculaire cérébral en 1983,. Elle n’achève pas le rapport de son vivant, pas plus qu'elle ne découvre la tombe du roi Antiochus Ier.
Elle meurt à New York le 18 décembre 1985, après une longue période de maladie,,.
Ses documents sont donnés à l'université Harvard par son frère Kermit et sont conservés à la bibliothèque Schlesinger et au Harvard Museum of the Ancient Near East (HMANE),,.

#### Rapport des fouilles
Son rapport de fouilles en deux volumes, Nemrud Dagi : The Hierothesion of Antiochus I of Commagene : Results of the American Excavations Directed by Theresa B. Goell, basé sur les notes et les projets de Goell, est finalement publié en 1996, achevé par Susan B. Downey et Donald B. Sanders sous la supervision de Kermit Goell. La sœur de Goell, Eva, le finance en créant un fond à cet effet.

## Travaux

### Nouvel éclairage culturel
Les travaux de Goell à Nemrut Daği jettent un nouvel éclairage sur les tendances religieuses sous le règne d'Antiochus Ier. À cette époque, la culture de la région est influencée par diverses traditions, notamment les cultures babylonienne, hellénistique et anatolienne. Les fouilles de Goell permettent de mettre en évidence l'influence des cultes à mystères salvateurs durant cette période de transition entre le paganisme et le christianisme.

### Publications
- Arsameia am Nymphaios, Die Ausgrabungen im Hierothesion des Mithradates Kallinikos von 1953-1956 (1963)[15],[16].
- The Tomb of Antiochus I / Theresa Goell, Friedrich Karl Doerner. - (07.1956) (d) [17].
- Nemrud Dagi: The Hierothesion of Antiochus I of Commagene (d)  : results of the American excavations directed by Theresa B. Goell (août 1997)[13].

## Documentaire
- En 2006, sa nièce Martha Goell Lubell, fille de Milton, le frère de Goell, produit et réalise un documentaire sur Theresa Goell et Nemrut Daği, intitulé Queen of the Mountain (en) (Reine de la montagne)[4],[18].

## Distinctions et honneurs

### Distinctions
- Goell est élue au Deutsches Archaeologisches Institut de Berlin en 1963[2].
- Elle est également membre de l'Archaeological Institute of America, de l'American Oriental Society et de l'American-Turkish Society[2].
- En 1973, à l'occasion du 50e anniversaire de la fondation de la République turque, le ministère turc de la culture lui décerne une citation en reconnaissance de sa contribution à l'histoire, à la culture et à l'art turcs[2].

### Hommages
- En 1990, l'université de New York lui décerne une maîtrise à titre posthume en reconnaissance de ses travaux sur l'histoire de Commagène[1],[2].